# Cinco de Oro
Cinco de Oro är en ort i Mexiko.   Den ligger i kommunen Santa María Jacatepec och delstaten Oaxaca, i den sydöstra delen av landet, 400 km sydost om huvudstaden Mexico City. Cinco de Oro ligger 75 meter över havet och antalet invånare är 113.
Terrängen runt Cinco de Oro är huvudsakligen lite bergig. Cinco de Oro ligger nere i en dal. Runt Cinco de Oro är det ganska glesbefolkat, med 47 invånare per kvadratkilometer. Närmaste större samhälle är San Juan Bautista Valle Nacional, 13,1 km sydväst om Cinco de Oro. I omgivningarna runt Cinco de Oro växer i huvudsak städsegrön lövskog.